# Karl Oskar Blase
Pour les articles homonymes, voir Blase.
Karl Oskar Blase, né le 24 mars 1925 à Cologne (Allemagne) et mort le 27 décembre 2016 à Cassel (Allemagne), est un artiste peintre, sculpteur, graphiste, professeur d'université et conservateur allemand.

## Biographie
Karl Oskar Blase a œuvré dans l'environnement de l'école de Cassel
Il est connu pour ses nombreuses créations graphiques de timbres-poste, d'affiches, de posters et de logos, ainsi que des illustrations.

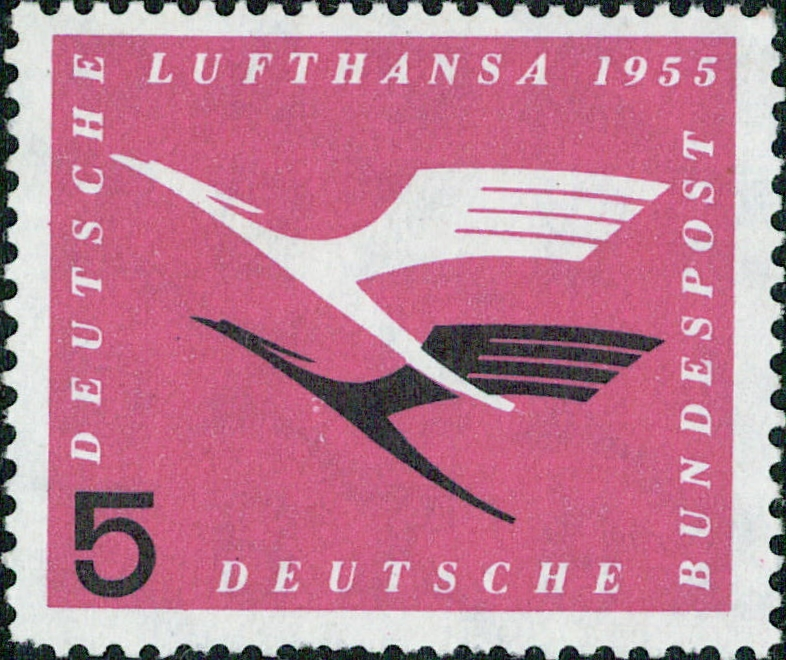
Timbre "Lufthansa" de 1955.

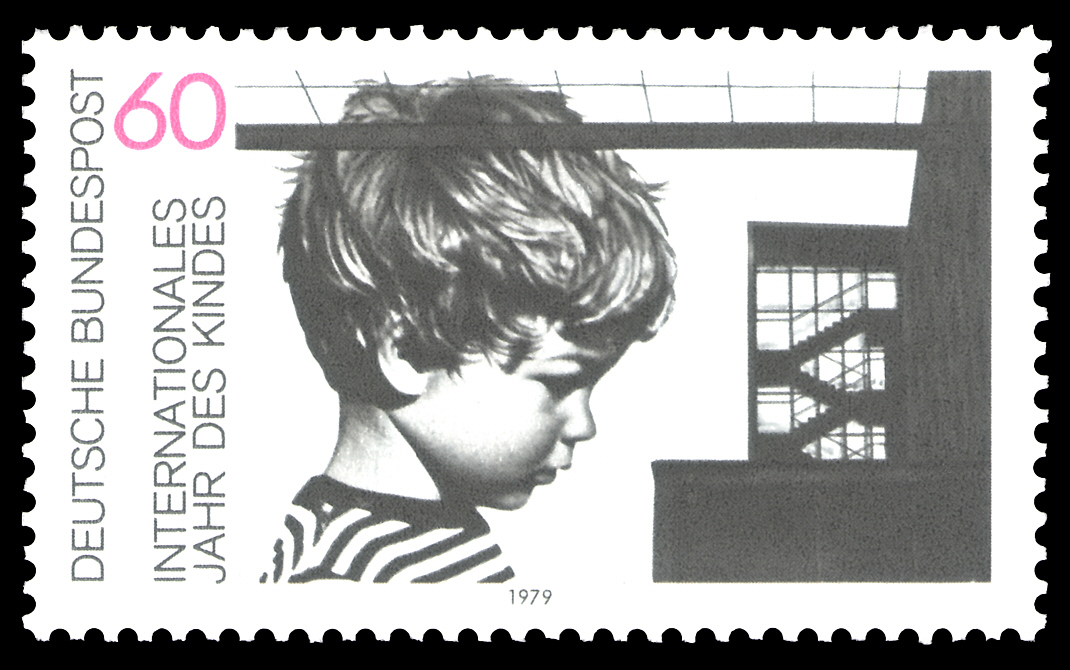
Timbre de l'Année internationale de l'enfant de 1979.

## Expositions (sélection)
- 1952 : Musée municipal Morsbroich Leverkusen
- 1957 : Press Club Bonn
- 1964 : documenta 3 Cassel
- 1965 : Musée d'État d'Oldenbourg
- 1966 : Galerie 6 Berlin
- 1967 : Association d'art de Cassel
- 1968 : 4e documenta Cassel
- 1969 : Galerie 66 Hofheim; Galerie Ben Wargin Berlin
- 1970 : Galerie Wendelin Niedlich, Stuttgart / Galerie Porta, Wuppertal
- 1971 : Studio Kausch Cassel
- 1971 : Musée Palais de l'Atenée Genève
- 1972 : documenta 5 Cassel (vidéo) / Staatstheater Cassel (affiches)
- 1974 : Bonner Kunstverein
- 1977 : documenta 6 Cassel (vidéo)
- 1981 : Orangerie Cassel / Haus am Lützowplatz, Berlin
- 1983 : Association artistique d'Offenbach
- 1984 : Kasseler Kunstverein / Galerie Circulus Bonn
- 1985 : Kunststation  Kleinsassen (de) à Kleinsassen
- 1986 : Kasseler Kunstverein / Kunsthaus au musée de Cologne
- 1987 : documenta 8, Cassel / Society for Art and Design Bonn / Mönchehaus Museum for Modern Art Goslar
- 1989 : Galerie d'art et de design industriel à Lippstadt
- 1990 : Society for Art and Design Bonn
- 1992 : Neue Galerie, Staatliche und Städtische Kunstsammlungen Kassel Drawings 1964–67, 1989–91
- 1995 : Karl Oskar Blase. Conception graphique de 45 à 95. Musée allemand de l'affiche, Essen / Kasseler Kunstverein, Cassel
- 2001 : Wiedervorlage d5, un aperçu des archives sur la documenta 1972, documenta archive, Kassel Vektor - European Contemporary Art Archives, Vienne (vidéo)
- 2002 : Skandal und Mythos, un aperçu des archives sur la documenta 5 (1972), base wien - art, information and archive, Vienna / documenta archive, Cassel / Kunsthalle Wien, project space, Vienne / Vektor - Archives européennes d'art contemporain, Vienne (vidéo)

## Littérature
- Ulrich Schmidt (Hrsg.): Karl Oskar Blase – Zeichnungen ; von 1964 bis 1967 und 1989 bis 1991, Neue Galerie, Staatliche und Städtische Kunstsammlungen Kassel, (Ausstellungskatalog); Kassel 9. Februar bis 19. April 1992,  (ISBN 3-923461-04-6).
- documenta III. Internationale Ausstellung, Band 1: Malerei und Skulptur; Band 2: Handzeichnungen; Industrial Design, Graphik, Ausstellungskatalog, Kassel/Köln 1964.
- IV. documenta. Internationale Ausstellung; Ausstellungskatalog: Band 1: (Malerei und Plastik); Band 2: (Graphik/Objekte); Kassel 1968.
- documenta 5. Befragung der Realität – Bildwelten heute; Ausstellungskatalog Band 1: (Material); Band 2: (Exponatliste); Kassel 1972.
- documenta 6: Band 1: Malerei, Plastik/Environment, Performance; Band 2: Fotografie, Film, Video; Band 3: Handzeichnungen, Utopisches Design, Bücher, Ausstellungskatalog, Kassel 1977,  (ISBN 3-920453-00-X).
- documenta 8: Band 1: Aufsätze; Band 2: Katalog; Band 3:Künstlerbuch, Ausstellungskatalog, Kassel 1987,  (ISBN 3-925272-13-5).

## Récompenses et distinctions
- 1998 : Croix fédérale de 1re classe de l'ordre du Mérite de la République fédérale d'Allemagne
- 2005 : Médaille de la ville de Cassel pour l'œuvre de sa vie[2]
- 2015 : Armoiries de la ville de Cassel[3]